# Rodrigo Díaz de Vivar Sandoval Hurtado de Mendoza
Rodrigo Díaz de Vivar Sandoval Hurtado de Mendoza de la Vega y Luna (4 de abril de 1614-14 de enero de 1657) de la Casa de Mendoza, fue el VII duque del Infantado, título que heredó de su abuela Ana de Mendoza de la Vega y Luna. 

## Biografía
Rodrigo casó en 1630, con María de Silva y Guzmán, hija de Ruy III Gómez de Silva y Mendoza de la Cerda, III duque de Pastrana. La pareja no tuvo descendencia.
Luchó en la guerra de separación de Portugal. Gentilhombre de Cámara de Felipe IV, participó en el sitio de Lérida (1646), en la guerra de Cataluña; después fue embajador en Roma y virrey de Sicilia.
Muerto sin descendencia el título de Duque del Infantado pasó a su hermana la duquesa consorte de Pastrana, uniéndose así ambas casas.